# Atlas des Großen Kurfürsten

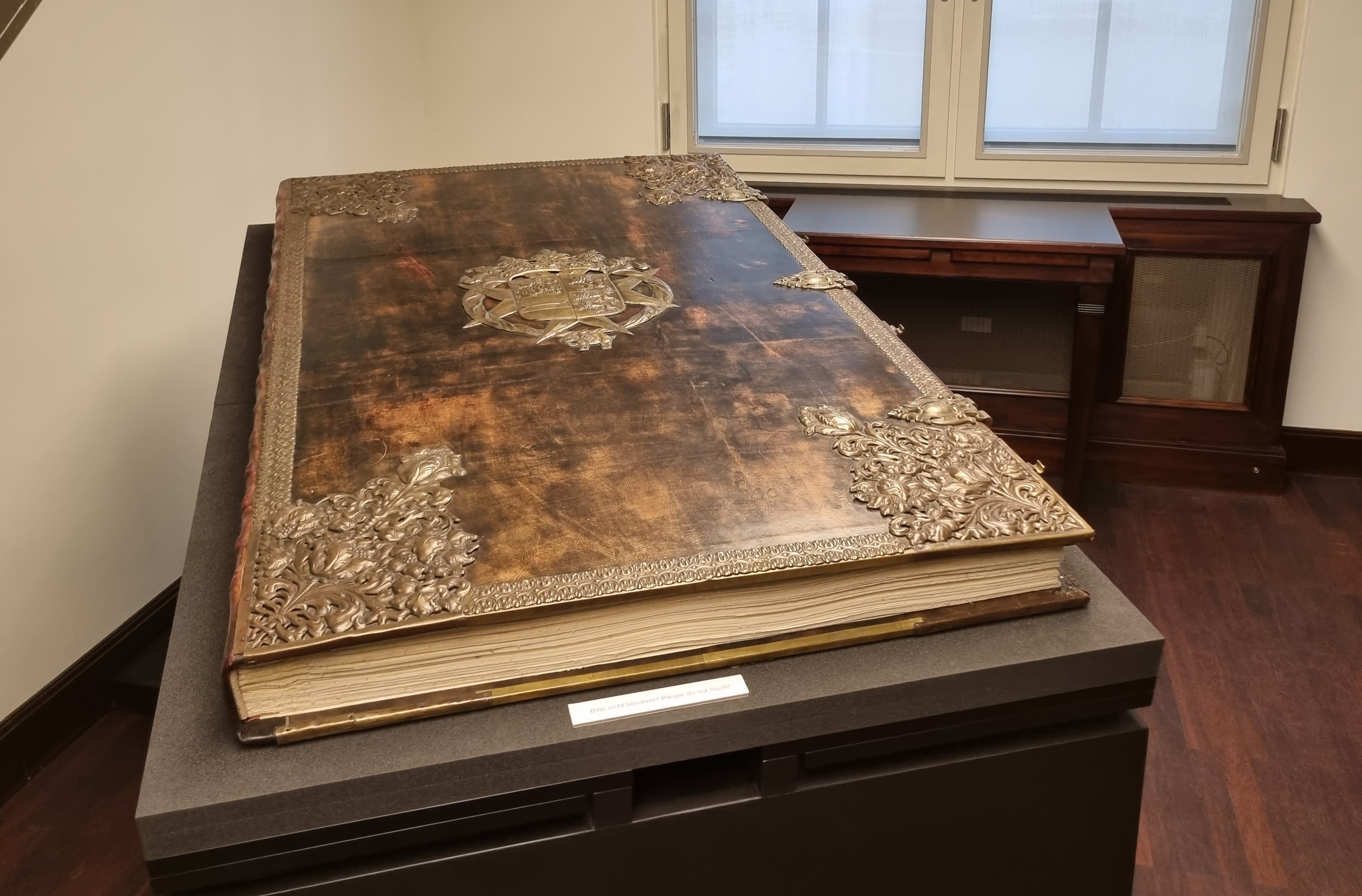
Atlas des Großen Kurfürsten in der Staatsbibliothek Berlin

Der Atlas des Großen Kurfürsten bzw. Mauritius-Atlas ist einer der größten Weltatlanten neben dem Rostocker Großen Atlas und dem Klencke-Atlas in London und zudem eines der größten und schwersten Bücher der Welt überhaupt. Der Atlas wurde 1664 von Johann Moritz zusammengestellt und an den Großen Kurfürsten verschenkt und zeigt exemplarisch die Qualität der Wandkartenmanufaktur der Niederlande des 17. Jh. Er befindet sich in der Staatsbibliothek zu Berlin.

## Geschichte

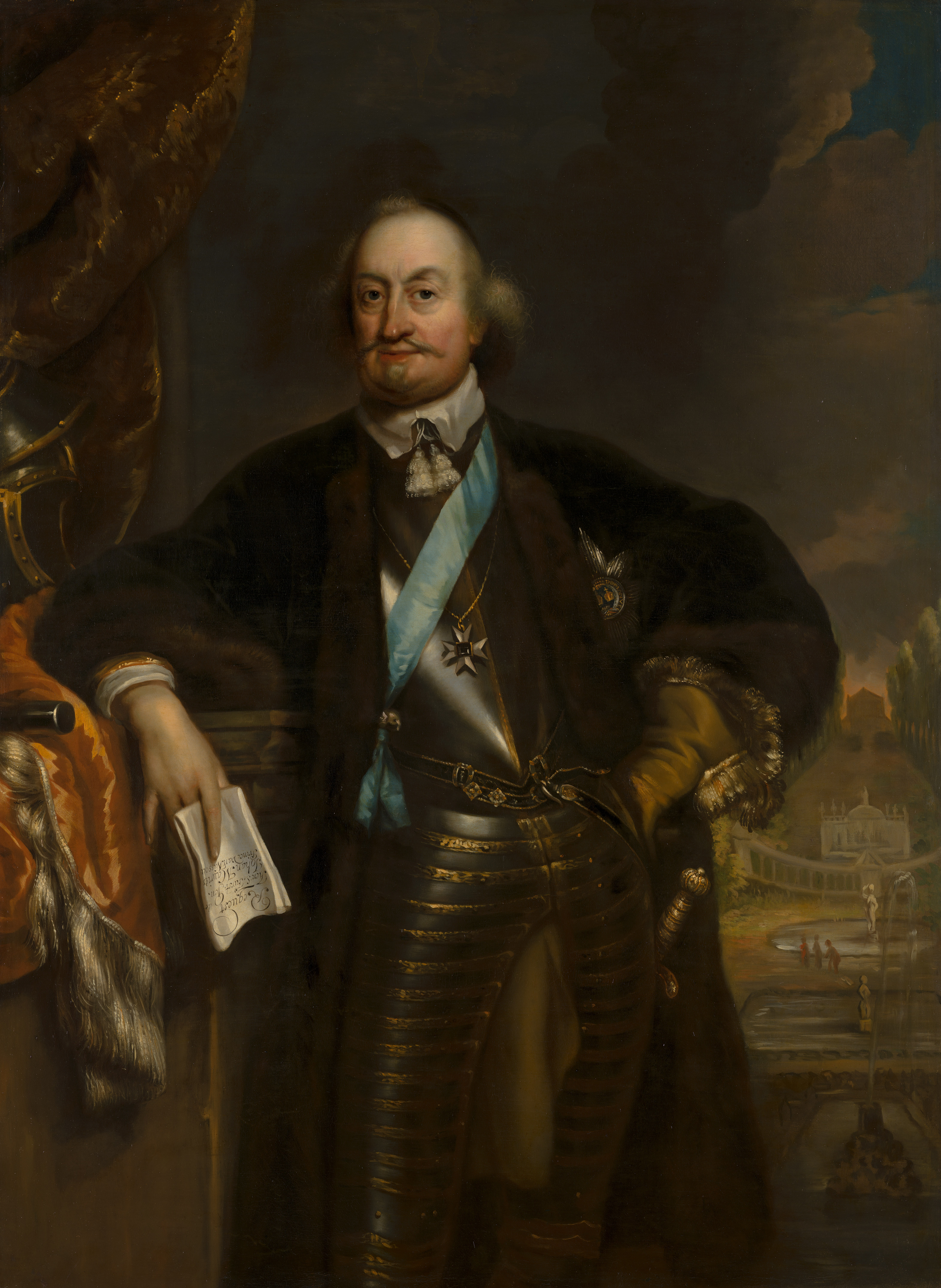
Namensgeber Johann Moritz

Der Atlas wurde spätestens 1664 zusammengestellt von Johann Moritz, Fürst von Nassau-Siegen und trägt deshalb auch den Namen Mauritius-Atlas. Der Atlas wurde dem Großen Kurfürsten Friedrich Wilhelm I. von Brandenburg als kostspieliges Geschenk übergeben zur Ausstellung in der Kurfürstlichen Bibliothek im ehemaligen Apothekerflügel des Berliner Schlosses. Bereits im Jahr 1661 gab Friedrich Wilhelm I. seine bislang private Büchersammlung eingeschränkt frei, so dass Gelehrte und Gäste die Bände besuchen konnten. Ein Brief des Kurfürsten vom 2. August 1664 an Moritz, den Statthalter von Kleve, lautet: „bedancke mich zuforders wegen des grocsen Buches, welches sehr schön, undt meine Biblioteck sehr ziehret“.
Der Atlas wurde ab 1782 in der neu errichteten Königlichen Bibliothek ausgestellt und 1884 in einen Prachtraum des benachbarten Niederländischen Palais verlegt. 1910 gelangte der Atlas an seinen endgültigen Standort im großen Neubau der Staatsbibliothek Unter den Linden.
Der Atlas wurde 1893 auf der Weltausstellung in Chicago als größtes Buch der Welt präsentiert. Auf der Rückreise wurde der originale Einband beschädigt durch einen Bruch in den Eichenplatten. Zudem verursachte die Meeresluft eine Wellenbildung in den Karten. Erst 1931 wurde eine Restaurierung begonnen, dabei wurden die Karten hinterklebt, der Deckel aus Holz neu gefertigt und mit neuem Leder überzogen. Die ursprünglichen Beschläge und Schließen wurden weiter verwendet.
Der Atlas wurde im folgenden Zweiten Weltkrieg nicht zerstört oder als Kriegsbeute entwendet und ging an die Deutsche Staatsbibliothek in Ost-Berlin. Eine erneute Restaurierung wurde 1968 mit dem Ziel begonnen, die Karten zu reinigen und zu stabilisieren, nicht zeitgerechte Materialien zu entfernen und nicht zeitgerechte Restaurierungen zu beheben. Dazu wurde ein lohgares (pflanzlich gegerbtes) naturelles Rindleder in voller Materialstärke für den Einband verarbeitet. Um weitere Abnutzung zu verringern, wird der Atlas seitdem nur noch für wissenschaftliche Zwecke geöffnet.
Im Jahr 1971 wurden 50 aufwendige Faksimile hergestellt, in Höhe und Breite jeweils halbiert auf ca. 79 × 50 cm (geschlossen), mit Ledereinband und Messingbeschlägen und -schließen. Zudem wurden weitere 700 Exemplare in äußerlich vereinfachter Form (nur das Wappen als Metallbeschlag) produziert. Dazu gab es einen wissenschaftlichen Kommentarband von Egon Klemp, dem damaligen Leiter der Kartenabteilung der Staatsbibliothek zu Berlin.
Die Staatsbibliothek zu Berlin übernahm den Atlas als Nachfolgeinstitution und zeigt ihn öffentlich im Kartenlesesaal im Haus der Staatsbibliothek Unter den Linden (Stand August 2022).
Im Oktober 2010 veröffentlichte der Verleger Gordon Cheers mit dem Titel Earth (Erde) einen Atlas, der mit ca. 1,8 × 2,7 m aufgeschlagen und 200 kg Gewicht jetzt als größter Atlas der Welt gilt.

## Beschreibung
Der Atlas ist 1,7 × 2,2 m groß (aufgeschlagen zweiseitig) und 125 kg schwer. Der Holzeinband aus Eiche ist mit Leder überzogen und trägt auf der Vorderseite das Wappen aus Messing von Johann Moritz unterlegt durch ein achtspitziges Johanniterkreuz. Der hängende Elefant weist auf seine Mitgliedschaft im dänischen Elefanten-Orden hin. In den Ecken und Kanten befinden sich aufwendig gestaltete Messingbeschläge und auf der zu öffnenden Seite drei starke Messingschließen.
Der Weltatlas beinhaltet Karten aller damals bekannten Erdteile und der europäischen Länder der Zeit und beginnt mit der zeitgenössischen Weltkarte von Frederik de Wit (1630–1706). Er umfasst insgesamt 53 Karten, davon 35 doppelseitige Wandkarten und 3 Tafeln mit 18 Seekarten. Bei den Karten handelt es sich um kolorierte Kupferstiche (mit Ausnahme zweier Handzeichnungen).
Die Karten, Wappen und Symbole sind aufwendig koloriert und geschmückt, da sie üblicherweise als Wandkarten für Repräsentationszwecke genutzt wurden. Chemische Farbanalysen wurden nicht gemacht, wahrscheinlich handelt es sich um Metalloxide, die zusammen mit Eiweiß oder Gummi arabicum verwendet wurden. Oft genutzte Farben sind Karminrot, Zinnoberrot, Chromgelb und ein Chromoxydgrün für größere Flächen, welche häufig mit breiten Pinseln aufgetragen wurden. Blautöne wurden dagegen kaum verwendet.
Die Karten wurden von verschiedenen Amsterdamer Druckern hergestellt, vor allem Joan Blaeu. Zudem werden im Atlas explizit die Kupferstecher Hessel Gerritsz, Josua van den Ende und Gerard Coeck genannt. Als Papier wurde niederländisches, feingeripptes Büttenpapier in der Bogengröße 45 × 29,3 cm verwendet.

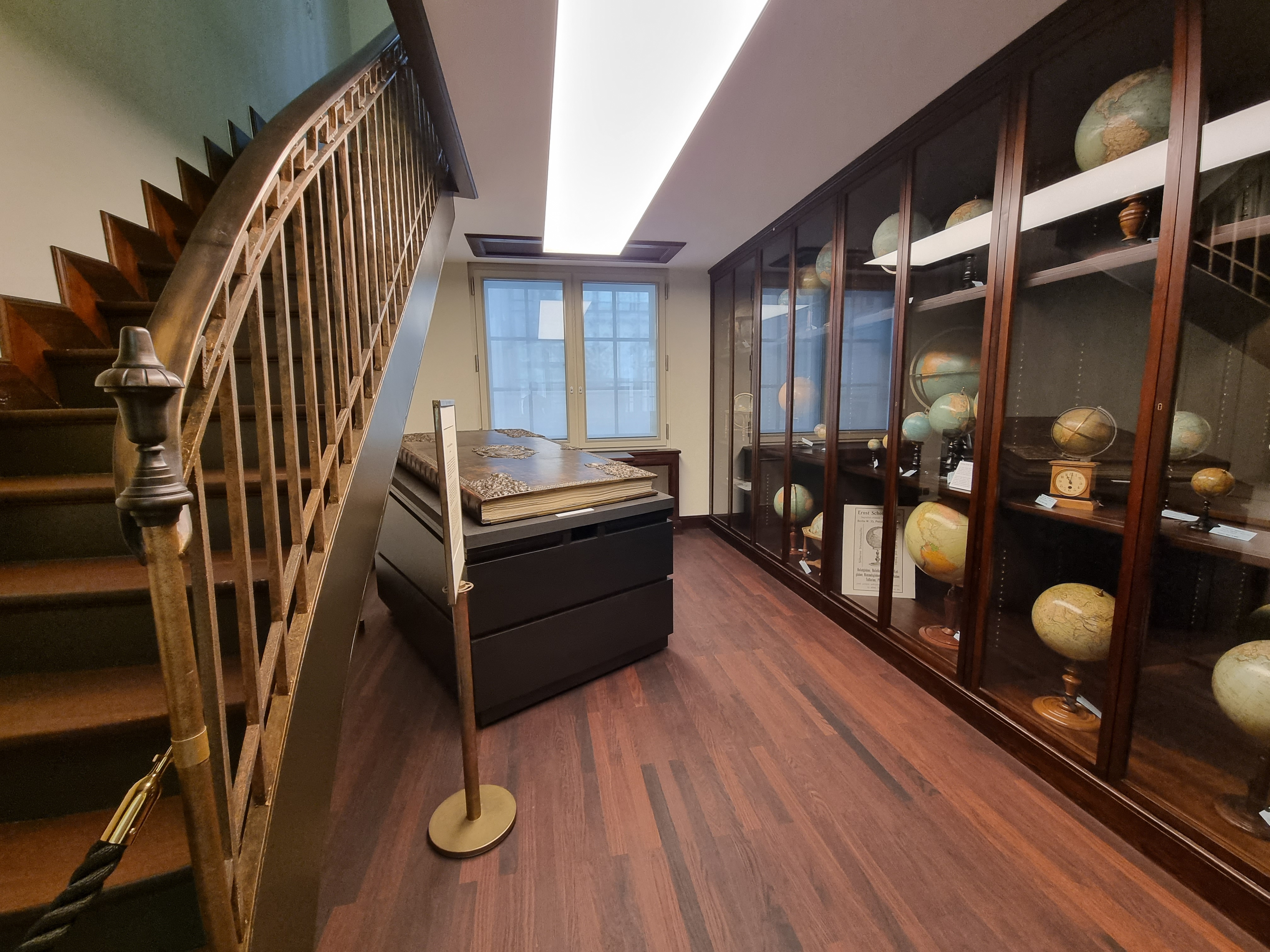
Im Kartenlesesaal der Staatsbibliothek
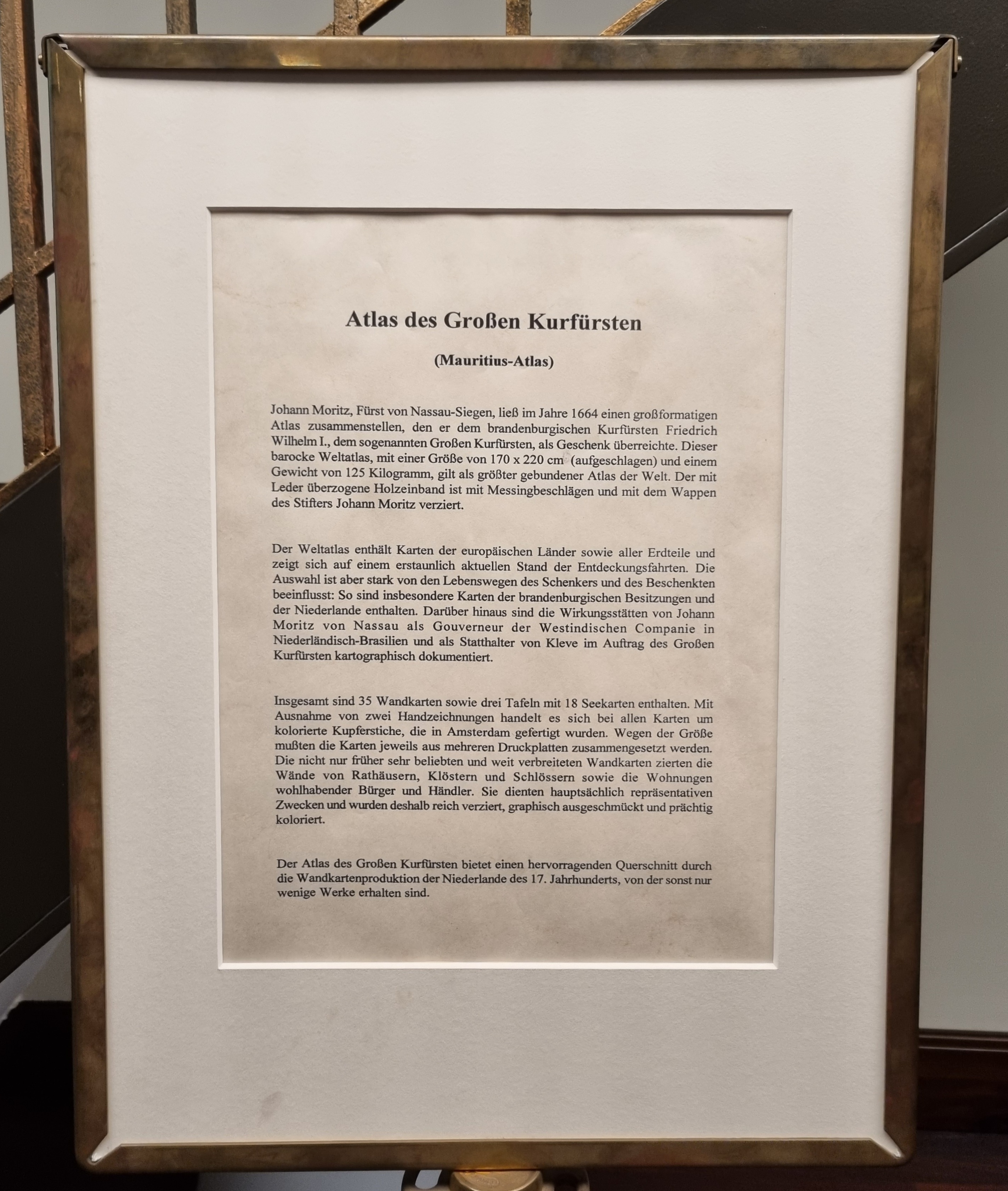
Kommentar-Tafel
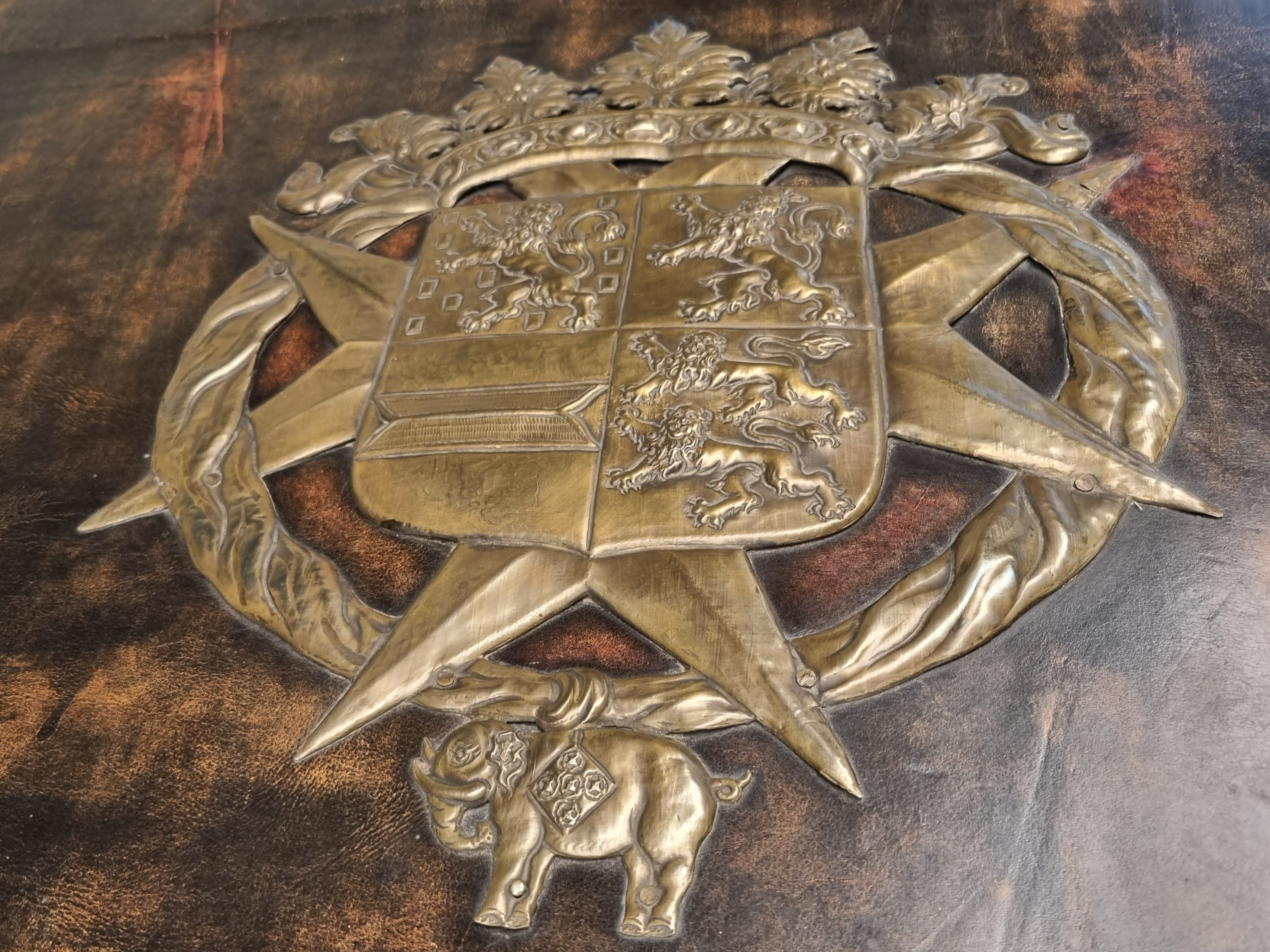
Wappen Johann Moritz aus Messing
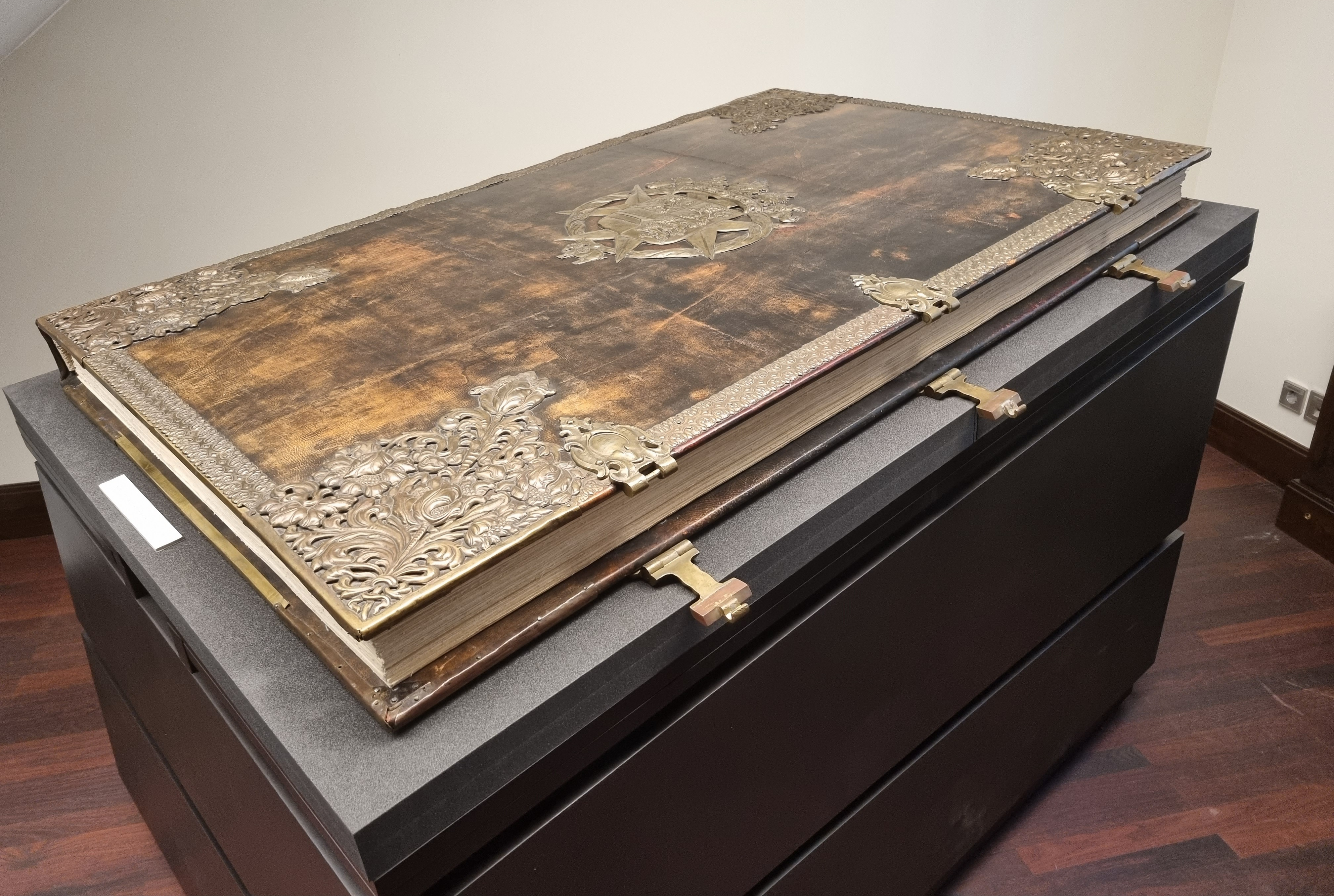
Seitenansicht mit Messingschließen

## Anordnung der Karten

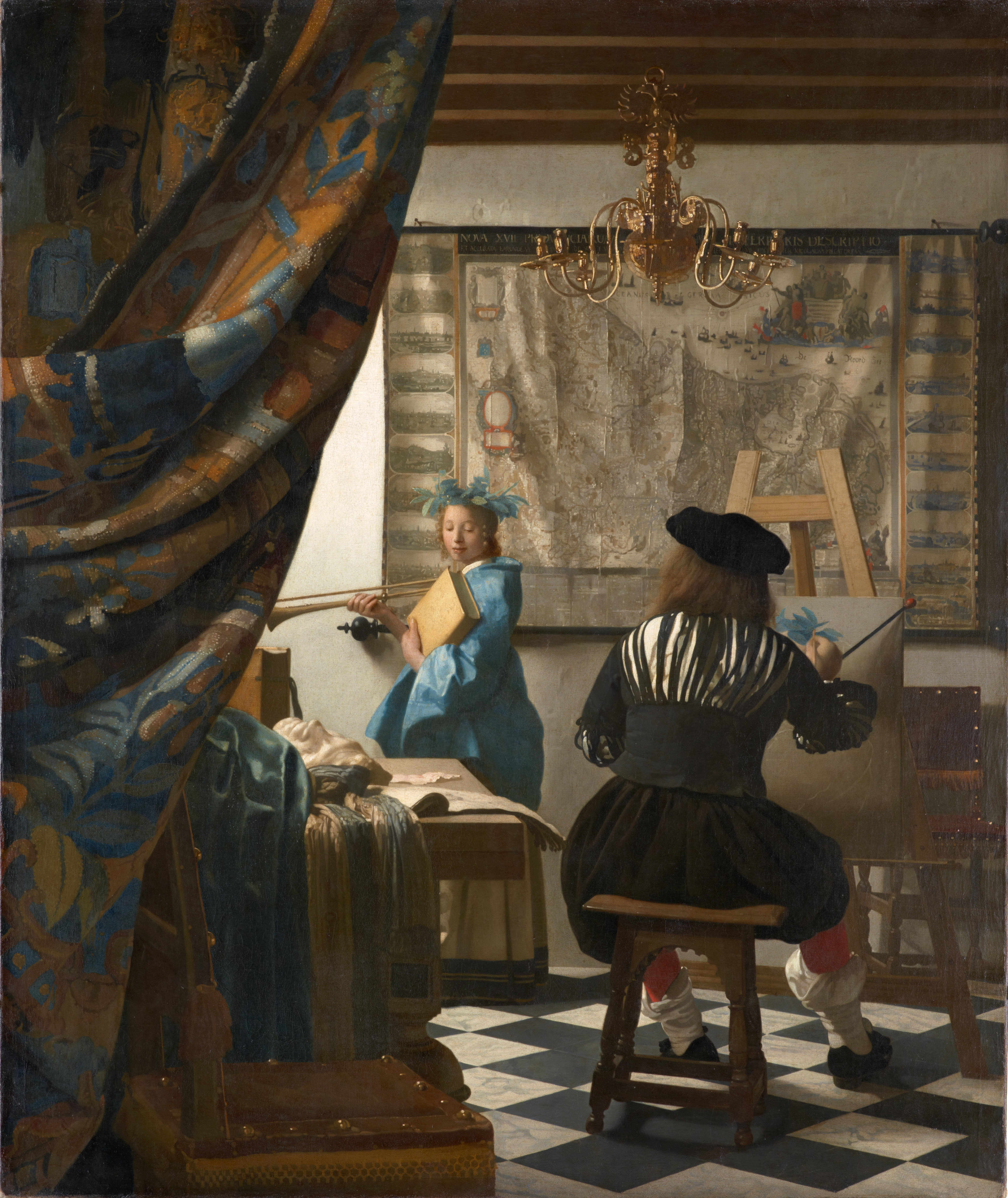
Im Hintergrund die Wandkarte Belgiens/Niederlande, im Atlas als Nr. X genutzt

Die Abfolge der Wandkarten entspricht annähernd der Ordnung im modernen Atlanten beginnend mit einer Weltübersicht, gefolgt von Europa, Deutschland, Preußen, den anderen europäischen Ländern und den Kontinenten Asien, Afrika und Amerika. Der Atlas beginnt mit einem Titelblatt, gefolgt von einem großformatigen Wappen des Kurfürsten Friedrich Wilhelm I. und einem Inhaltsverzeichnis. Die Wandkarten entsprechen dem Wissen ihrer Zeit und basieren häufig auf vorherigen Werken.
- I ORBIS UNIVERSUS: Repräsentativ dekorierte Weltkarte mit astronomischen Darstellungen des Amsterdamer Verlegers Frederik de Wit, wohl basierend auf der Weltkarte von Joan Blaeu
- II EUROPA, ASIA, AFRICA: Zweite Weltkarte fokussiert auf die Alte Welt, anonym, wohl ebenfalls basierend auf der Weltkarte von Joan Blaeu
- III AMERICA: Karte Amerikas als Pendant zur Alten Welt, anonym, wohl basierend auf der Weltkarte von Frederik de Wit
- IV EUROPA: Dekorierte Karte Europas von Joan Blaeu, basierend auf Werken von Giacomo Gastaldi und Jodocus Hondius
- V GERMANIA: Repräsentativ dekorierte Karte Deutschlands von Joan Blaeu, basierend auf Werken von Rumold Mercator in den Grenzen des Westfälischen Friedens von 1648
- VI BRANDENBURGUM: Handgezeichnete Karte Brandenburgs, anonym, wohl speziell für diesen Atlas gefertigt
- VII PRUSSIA: Karte Preußens, anonym, basierend auf der Karte von Caspar Hennenberger
- VIII CLIVIA: Karte Kleves von Henricus Hondius
- IX SVECIA ET DANIA: Karte Skandinaviens von Joan Bleau, basierend auf einer Karte von Anders Bure
- X BELGIUM: Karte der 17 niederländischen Provinzen vereint als Burgundischer Reichskreis, politisch bereits veraltet, von Joan Blaeu
- XI BELGIUM FOEDERATIUM: Karte der sieben niederländischen Nordprovinzen nach der spanischen Herrschaft von Dancker Danckerts
- XII GELRIA: Karte der Provinz Gelderland, basierend auf der Landvermessung von Nicolaes van Geelkercken
- XIII TRANSISALANIA: Karte der Provinz Overijssel von Nicolaas ten Have

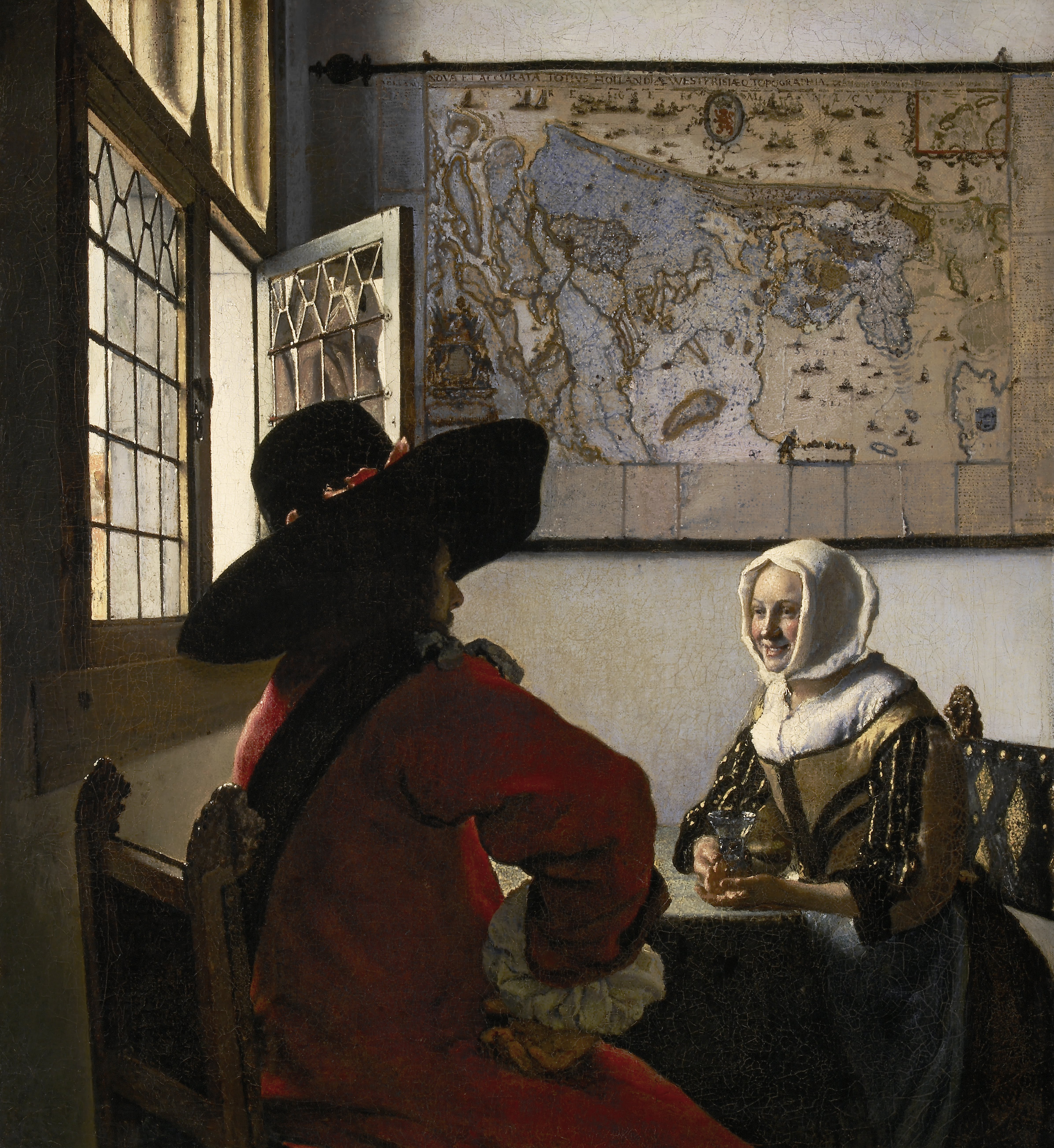
Wandkarte der Niederlande, im Atlas als Vorlage für Nr. XIV/XV

- XIV HOLLANDIA: Karte Hollands und Westfrieslands von Nicolaes Visscher I, basierend auf der älteren Karte von Balthasar Florisz van Berckenrode
- XV/XVI SUIDHOLLANDIA, NOORDHOLLANDIA: Karte Hollands von Balthasar Florisz van Berckenrode mit starker dekorativer Gestaltung (vgl. Karte XIV)
- XVII RYNLANDIA: Karte der Rheinmündung mit dem Haarlemmermeer von u. a. Jan Pieterszoon Dou
- XVII ZEELANDIA: Karte der Provinz Zeeland von Nicolaes Visscher I
- XIX FLANDRIA: Karte der Grafschaft Flandern von Nicolaes Visscher I
- XX BRABANTIA: Karte des Herzogtums Brabant von Nicolaes Visscher I
- XXI GALLIA: Karte Frankreichs von Joan Bleau, basierend auf einer Karte von Nicolas Sanson
- XXII ITALIA: Karte Italiens von Joan Blaeu, basierend auf einer Karte von Giovanni Antonio Magini
- XXIII HISPANIA: Karte Spaniens und Portugals von Joan Blaeu, basierend auf einer Karte von u. a. Hessel Gerritsz und Fernando Alvares Seco für Portugal
- XXIV ANGLIA, SCOTIA, HIBERNIA: Karte Englands, Schottlands und Irlands von Huych Allardt, basierend auf Karten von Christopher Saxton und John Norden
- XXV ANGLIA: Karte Englands, ebenfalls basierend auf Karten von u. a. Christopher Saxton und John Norden
- XXVI ASIAE SEPTENTRIONALIA: Karte Süd- und Ostasiens mit Teilen Japans und dem Inneren Chinas von Joan Blaeu
- XXVII ASIAE MERIDIONALIA: Karte Südasiens mit Australien, Philippinen, Tasmanien etc. von Joan Blaeu
- XXVIII GRAECIA ANTIQUA: Historische Karte des antiken Griechenlands von Johann Lauremberg
- XXIX TERRA SANCTA: Historische Karte des Heiligen Landes nach Angaben des Alten Testamentes von Joan Blaeu, basierend auf Darstellungen von Christian Kruik von Adrichem
- XXX INDIA ORIENTALIS: Karte Südasiens mit Teilen des Landesinneren Indiens und bildhafter Darstellung des tropischen Regenwaldes von Huych Allardt
- XXXI CHINA: Karte Chinas von Joan Blaeu, basierend auf Erkenntnissen der Jesuiten u. a. Martino Martini und Matteo Ricci
- XXXII AFRICA: Karte Afrikas mit Teilen des Inneren von Joan Blaeu, basierend u. a. auf Aufzeichnungen von Duarte Lopes und João dos Santos
- XXXIII AMERICA SEPTENTRIONALIS: Karte Nordamerikas mit Teilen des Inneren von Joan Blaeu, basierend u.a auf Aufzeichnungen von Hernando de Soto und Jacques Cartier
- XXXIV AMERICA MERIDIONALIS: Karte Südamerikas mit Teilen des Inneren von Joan Blaeu, basierend u.a auf Aufzeichnungen von Sancho Gutiérrez und Jodocus Hondius
- XXXI BRASLILIA BELGICA: Karte Brasiliens als niederländische Kolonie von Joan Blaeu, basierend u. a. auf Vermessungen von Georg Markgraf
- XXXVI-XXXVIII ORBIS UNIVERSI MARITIMA: Drei Wandkarten mit jeweils sechs Seekarten von Arnold Colom